# Анкона (провинция)
Анко́на (итал. Provincia di Ancona) — провинция в центральной Италии, в регионе Марке. Площадь 1.940 км², население — около 470 000 человек (на 2007 год).

## История
На протяжении многих веков, начиная с 774 года, этот край входил в состав Папской области — как Анконская Марка. В 839 и 850 гг. Анконскую Марку опустошали арабские пираты. В 1357 г. Анконской Марке дана была конституция. В XV—XVI веках Анконская Марка сделалась прибежищем для жителей Хорватии, Герцеговины, Боснии и Боки Которской, уходивших из родных земель от натиска победоносных османов.
Во время завоевательных войн Французской революции на территории Анконы на короткое время была провозглашена Анконитанская республика, вскоре вошедшая в состав Римской республики. После разгрома Наполеона власть Папы была восстановлена, но ненадолго. В 1861 году Анкона вошла в состав Итальянского Королевства. С того момента её судьба неразрывно связана с судьбой объединённой Италии.
Ныне провинция Анкона включает в себя 47 коммун, административный центр — древний город Анкона.

## Административное деление

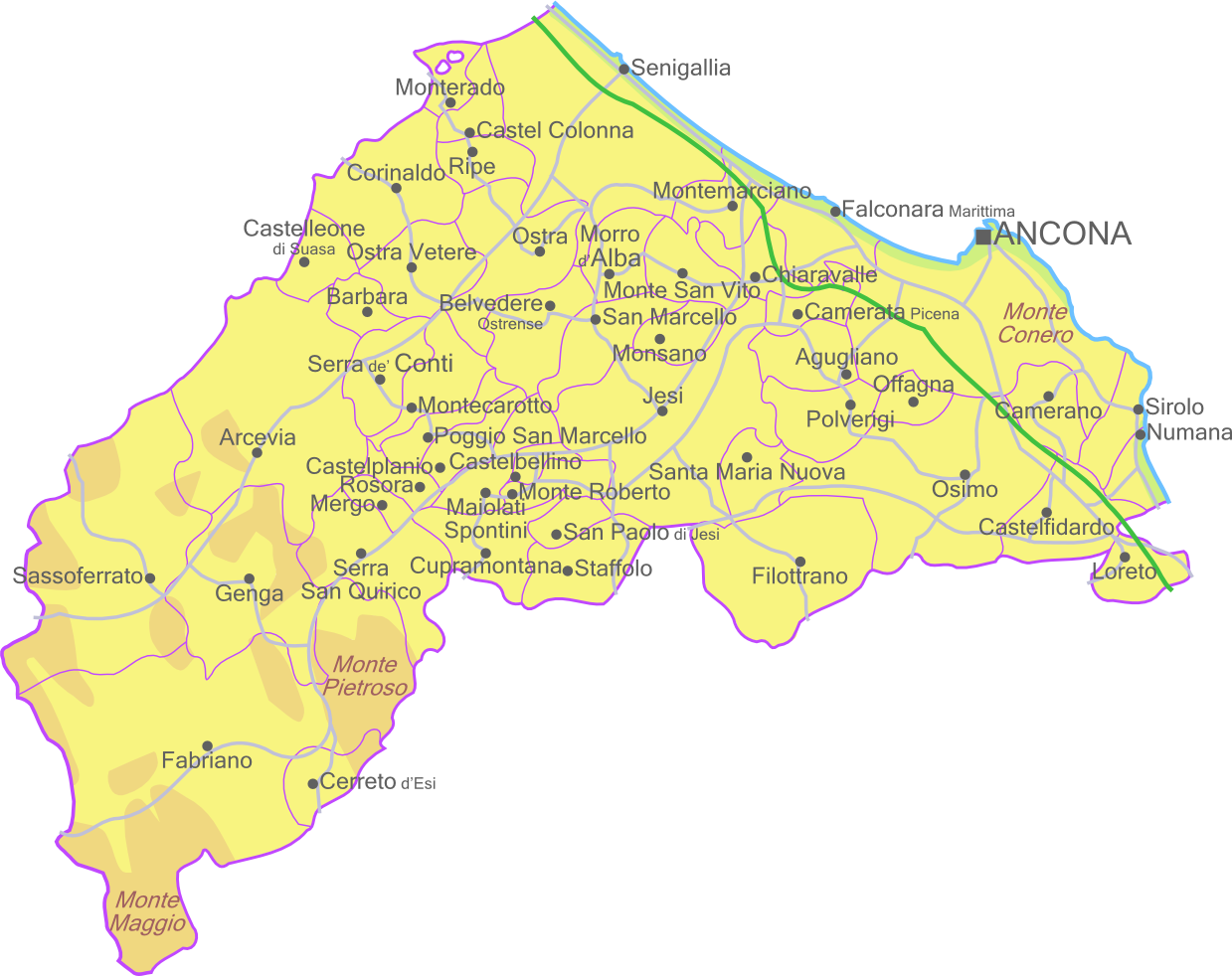
Карта провинции Анкона

- Анкона
- Агульяно
- Арчевиа
- Барбара
- Бельведере-Остренсе
- Дженга
- Ези
- Камерано
- Камерата-Пичена
- Кастельбеллино
- Кастеллеоне-ди-Суаза
- Кастельпланио
- Кастельфидардо
- Кьяравалле
- Коринальдо
- Купрамонтана
- Лорето
- Майолати-Спонтини
- Мерго
- Монсано
- Монте-Роберто
- Монте-Сан-Вито
- Монтекаротто
- Монтемарчано
- Морро-д’Альба
- Нумана
- Озимо
- Остра
- Остра-Ветере
- Оффанья
- Поджо-Сан-Марчелло
- Польвериджи
- Розора
- Сан-Марчелло
- Сан-Паоло-ди-Ези
- Санта-Мария-Нуова
- Сассоферрато
- Сенигаллия
- Серра-де-Конти
- Серра-Сан-Квирико
- Сироло
- Стаффоло
- Фабриано
- Фальконара-Мариттима
- Филоттрано
- Черрето-д’Эзи

## Палеогенетика
У представителей культуры кардиальной керамики из Ripabianca di Monterado определены Y-хромосомные гаплогруппы J2a2-PF5008 и J2a1a-M67.